# ليكسي أليجاي
أليكسيس أليجاي لينش (بالإنجليزية: Alexis Alijai Lynch) (19 فبراير 1998 – 1 يناير 2020) وتشتهر باسمها المسرحي (ليكسي أليجاي) (بالإنجليزية: Lexii Alijai)، هي مغنية راب أمريكية راحلة.

## الوفاة
توفيت ليكسي أليجاي في فندق لويز مينيابوليس يوم 1 يناير 2020، عن عمر يناهز 21 عامًا. حكم الطبيب الشرعي في مقاطعة هينيبين أن الوفاة كانت عارضة. وكشف تقرير السموم عن سبب الوفاة وهو التسمم المختلط من الفنتانيل والإيثانول.

## روابط خارجية
ليكسي أليجاي على موقع IMDb (الإنجليزية)
- ليكسي أليجاي على موقع ميوزك برينز (الإنجليزية)
- ليكسي أليجاي على موقع أول ميوزيك (الإنجليزية)
- ليكسي أليجاي على موقع أول ميوزيك (الإنجليزية)
- ليكسي أليجاي على موقع ديسكوغز (الإنجليزية)